# Kerk van Sint-Pieter boven
De kerk van Sint-Pieter boven, officieel Kerk van de Allerheiligste Verlosser en H. Petrus, ook wel Sint Pieter op de Berg genoemd, is een rooms-katholieke kerk gebouwd in 1875 in neogotische stijl, gelegen in de Maastrichtse wijk Sint Pieter. De kerk wordt gebruikt door de parochie Sint-Pieter, net als de kerk Sint-Pieter beneden. De kerk Sint-Pieter boven is een rijksmonument.
Op ongeveer 225 meter naar het zuiden staat de Lourdesgrot Sint Pieter.

## Bouw en inwijding
De parochie Sint-Pieter had tot 1748 een kerk in het Maasdal, min of meer waar tegenwoordig de Sint-Lambertuskapel staat. Deze kerk, die waarschijnlijk oorspronkelijk uit de 12e of 13e eeuw stamde, belemmerde het schootsveld van de vesting Maastricht, waardoor bij (dreigende) belegeringen de kerk steeds weer moest worden afgebroken en herbouwd. In 1748 gebeurde dit voor de laatste keer. Pastoor Ridderbeekx besloot vervolgens een kerk op veilige afstand van de vesting Maastricht te bouwen en wel op de oostelijke helling van de Sint-Pietersberg. Het werd een eenvoudig zaalkerkje van drie traveeën. Het rechthoekige koor werd gedekt door een zadeldak, waarop een ranke dakruiter was geplaatst.
In 1872 besloot men een nieuwe kerk te bouwen, aangezien de kerk te klein en te bouwvallig was geworden. De nieuwe kerk verrees naast de oude, die in 1897 werd gesloopt. Op 29 juni 1875 werd de nieuwe kerk gewijd door de Roermondse bisschop Paredis. De kruiskerk met toren werd ontworpen door Johannes Kayser in neogotische stijl. Het is de eerste kerk die naar ontwerp van Kayser werd gebouwd. In weerwil van de toenmalige opvattingen rondom kerkenbouw werd de kerk niet georiënteerd. Het koor is dan ook niet zoals gebruikelijk gericht op het oosten, maar op het westen. De toren heeft een torenspits die geflankeerd wordt door vier torentjes.
Op 21 oktober 1939 werd de kerk Sint-Pieter beneden, gelegen in het dal, in gebruik genomen en werd de kerk op de berg gesloten. De altaren, beelden en het meubilair werden verhuisd naar de nieuwe kerk. Tijdens de Tweede Wereldoorlog werd in 1943-1944 de kerk gebruikt als opslagplaats van levensmiddelen voor het Sint-Pietersbergplan dat voorzag in de oprichting van een ondergronds evacuatiecentrum. De levensmiddelen konden echter niet ondergronds bewaard worden wegens de te hoge vochtigheidsgraad aldaar. In 1954 werd de kerk op de berg na een restauratie door architect Harry Koene weer in gebruik genomen.

## Interieur

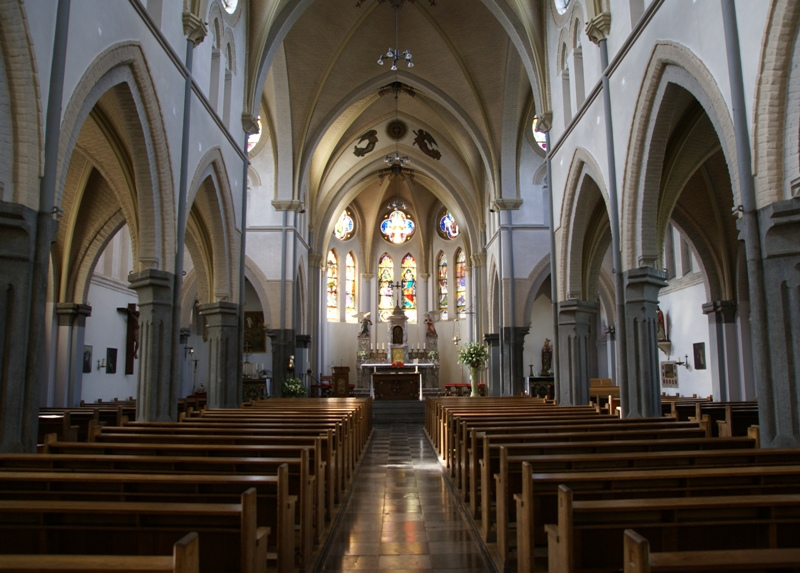
Interieur, gezien naar het priesterkoor

De centrale toegang tot de kerk bevindt zich aan de oostzijde, waar zich ook de toren bevindt. Via een hal bereikt men het schip. In de noordoostelijke hoek van het schip bevindt zich de doopkapel met een doopvont uit 1954. Het schilderij Het Laatste Avondmaal stamt van rond 1800 en is vermoedelijk afkomstig uit het Klooster Slavante.
Naast de toegangsdeur in het schip hangt een houten wandreliëf voorstellende Sint-Antonius met het Jezuskind, gemaakt door Sjef Eijmael. Dit reliëf is afkomstig uit de voormalige Sint-Gerarduskerk in Wyck, net als de Kruiswegstaties, ontworpen door Willy Hamelers, en het houten kruisbeeld ontworpen door de Maastrichtse beeldhouwer Weerts. Een houten Heilig Hartbeeld is afkomstig uit de voormalige Sint-Andrieskapel. Uit de Sint-Matthiaskerk komt onder andere een gepolychromeerd houten Jozef-beeld uit 1897.
In het koor staat het neoclassicistische hoofdaltaar, afkomstig uit de Sint-Servaasbasiliek. Het hoofdaltaar is van oorsprong een van twee identieke zijaltaren, ontworpen door de Luikse architect Laurent-Benoît Dewez, gebouwd ergens tussen 1764 en 1771 voor de kerk van de Abdij Notre-Dame de Saint-Rémy in Rochefort. Het tweede zijaltaar, ooit identiek aan het altaar in deze kerk, bevindt zich in de Sint-Stefanuskerk in Val-Meer.
Zowel rechts als links van het hoofdaltaar bevindt zich een zijaltaar. Het rechter heeft een Mariabeeld, het linker een koperen neogotisch altaarkruis. Op de linkerpilaar voor het priesterkoor bevindt zich een reliekschrijn uit 1959, voorstellende Sint-Petrus, ontworpen door Fons Bemelmans.
Boven de toegangsdeur bevindt zich een glas-in-loodraam voorstellende Madonna met kind, ontworpen door Gerard Felix. De gebrandschilderde ramen in de apsis tonen voorstellingen uit het leven van Sint-Petrus.
Het kerkorgel werd in 1875 gebouwd door de Amsterdamse firma Knipscheer voor de Nederlands-Hervormde kerk in Abbenbroek; het werd in 1964 in de kerk van Sint Pieter geplaatst.

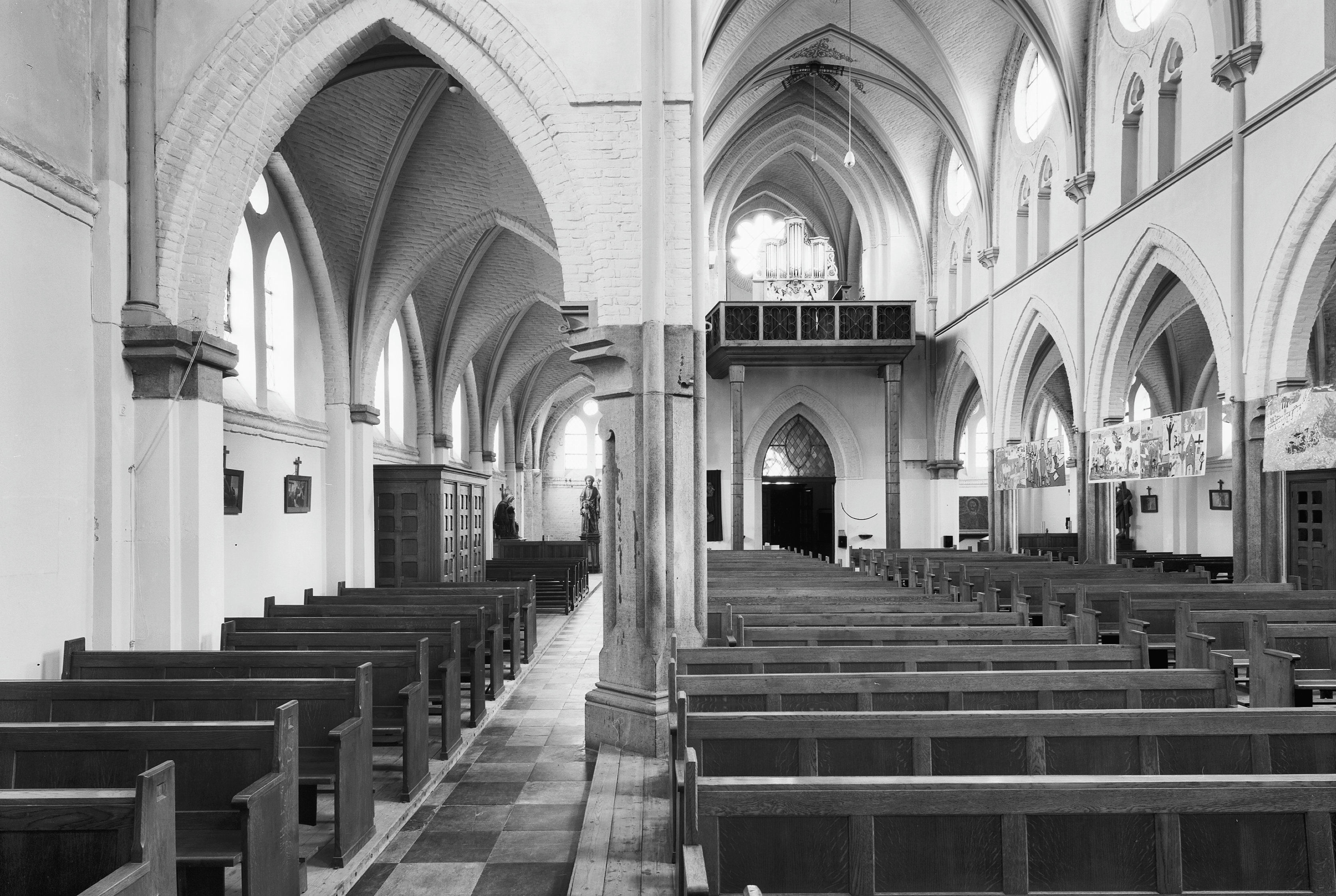
Zij- en middenbeuk, gezien naar het westen
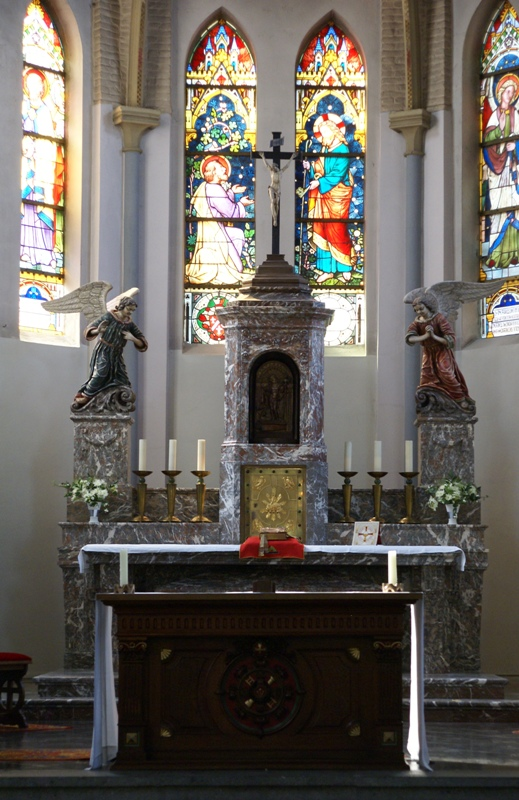
Hoofdaltaar in neoclassicistische stijl
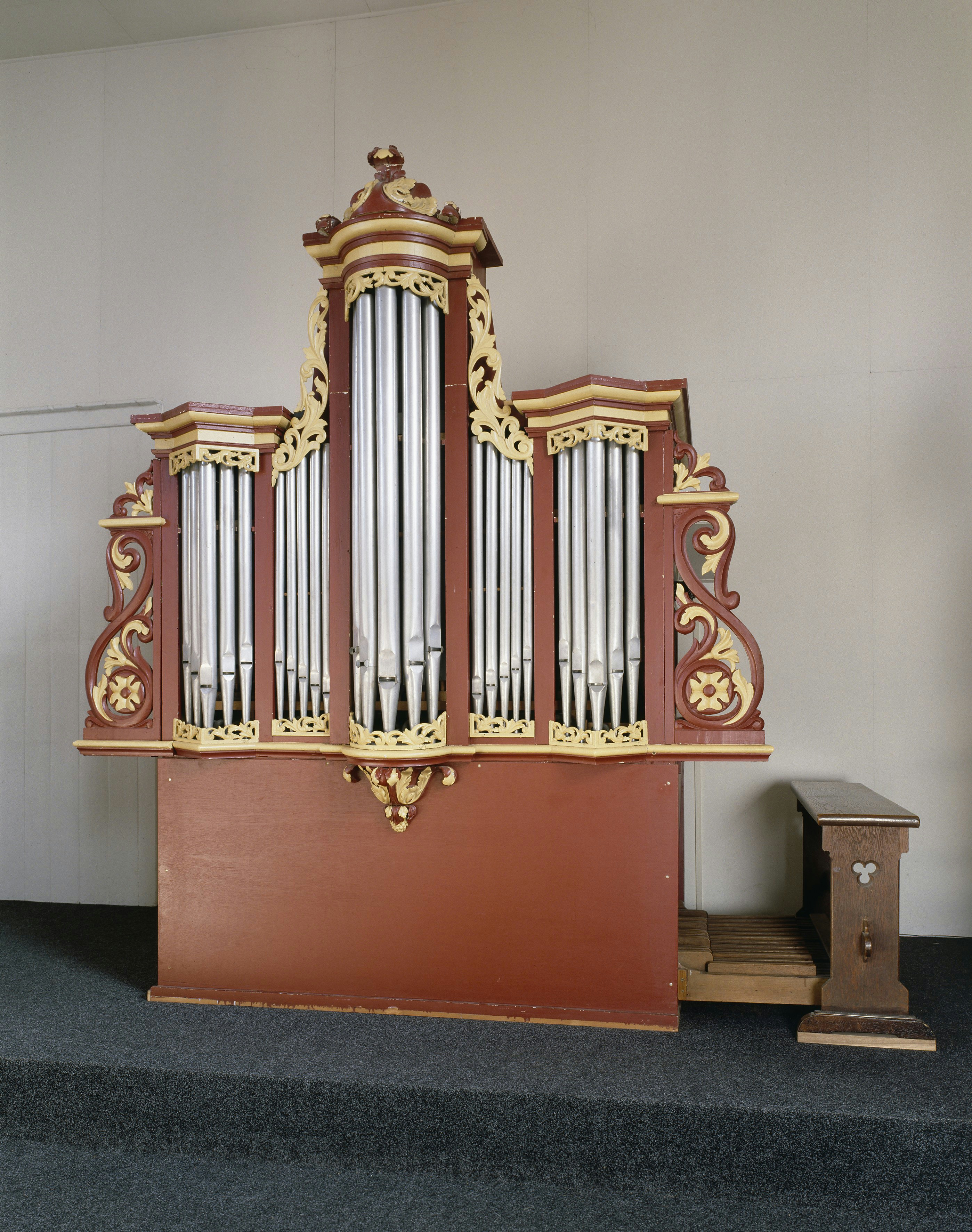
Neobarok orgel
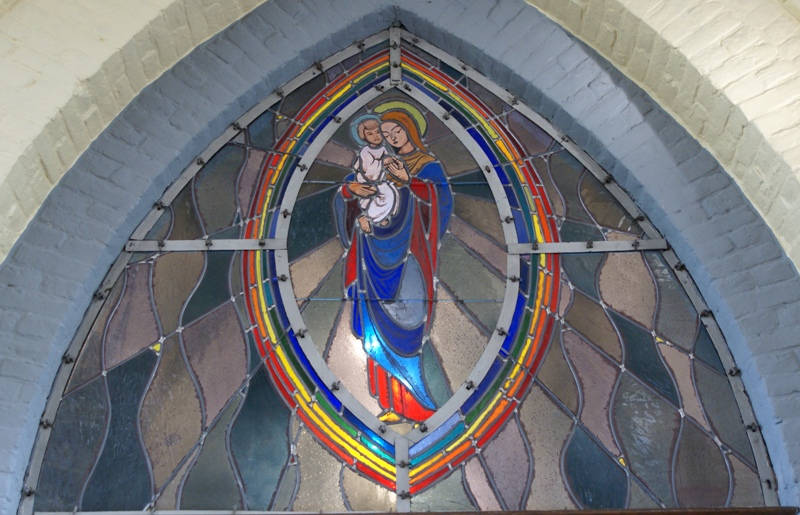
Glas-in-loodraam van Gerard Felix

## Begraafplaats
Achter de kerk ligt een begraafplaats, die voornamelijk bedoeld is voor de eigen parochie, maar waar ook verscheidene kloosterorden en congregaties hun doden begraven. Zo zijn er delen gereserveerd voor de paters franciscanen, zusters ursulinen, zusters reparatricen, zusters karmelietessen en zusters van het Arme Kind Jezus. Op de met een bakstenen muur omgeven begraafplaats staat een eenvoudige kerkhofkapel.
Bekende personen aldaar begraven:
- Gerard Panhuysen (1903-1991), historicus, archivaris, bewoner Huis De Torentjes;
- Gerardus Jacobus van der Plaats (1903-1995), radioloog, bewoner Villa Maaszicht;
- Pieke Dassen (1926-2007), acteur en poppenspeler.[9]

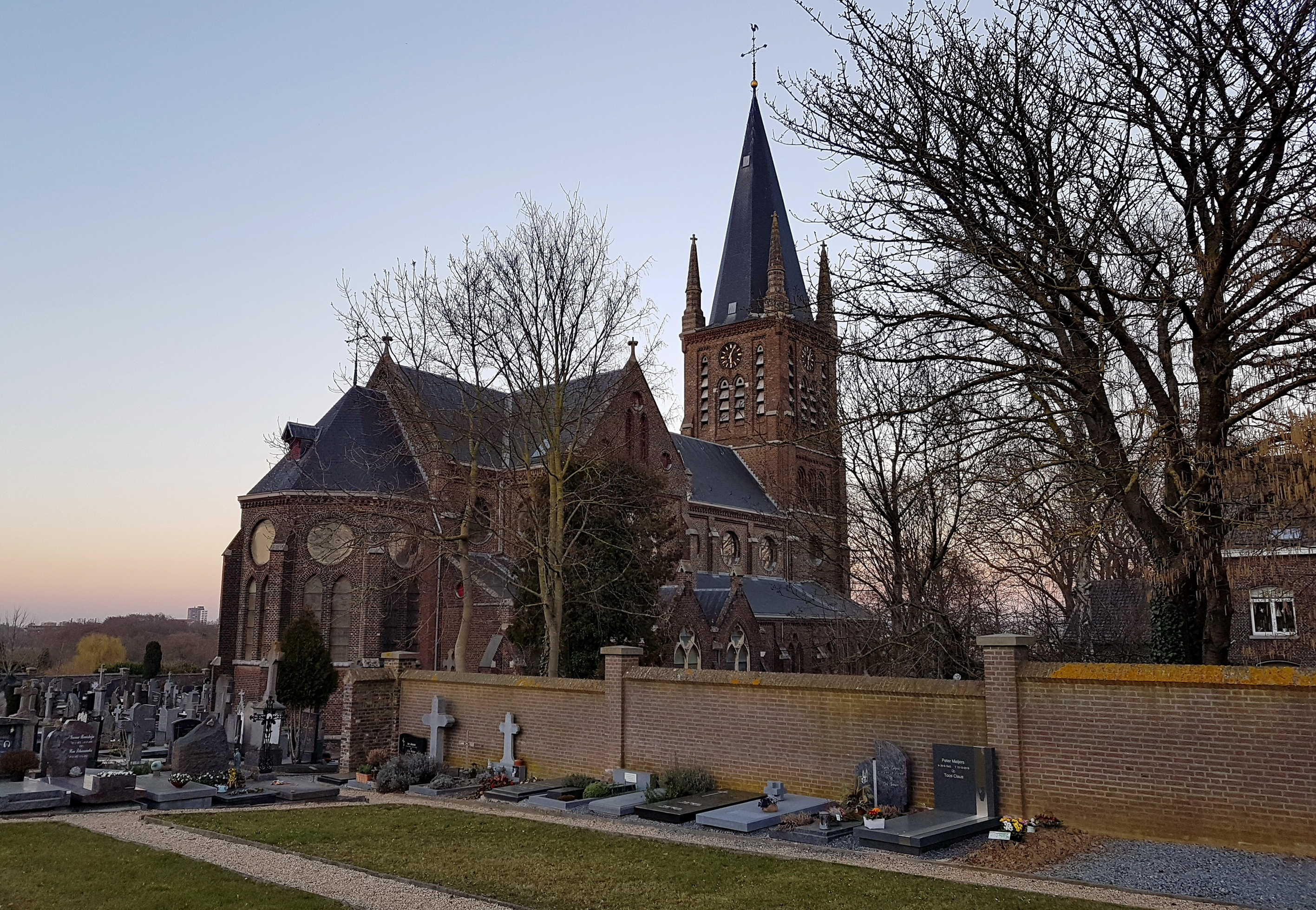
Graven langs de kerkhofmuur
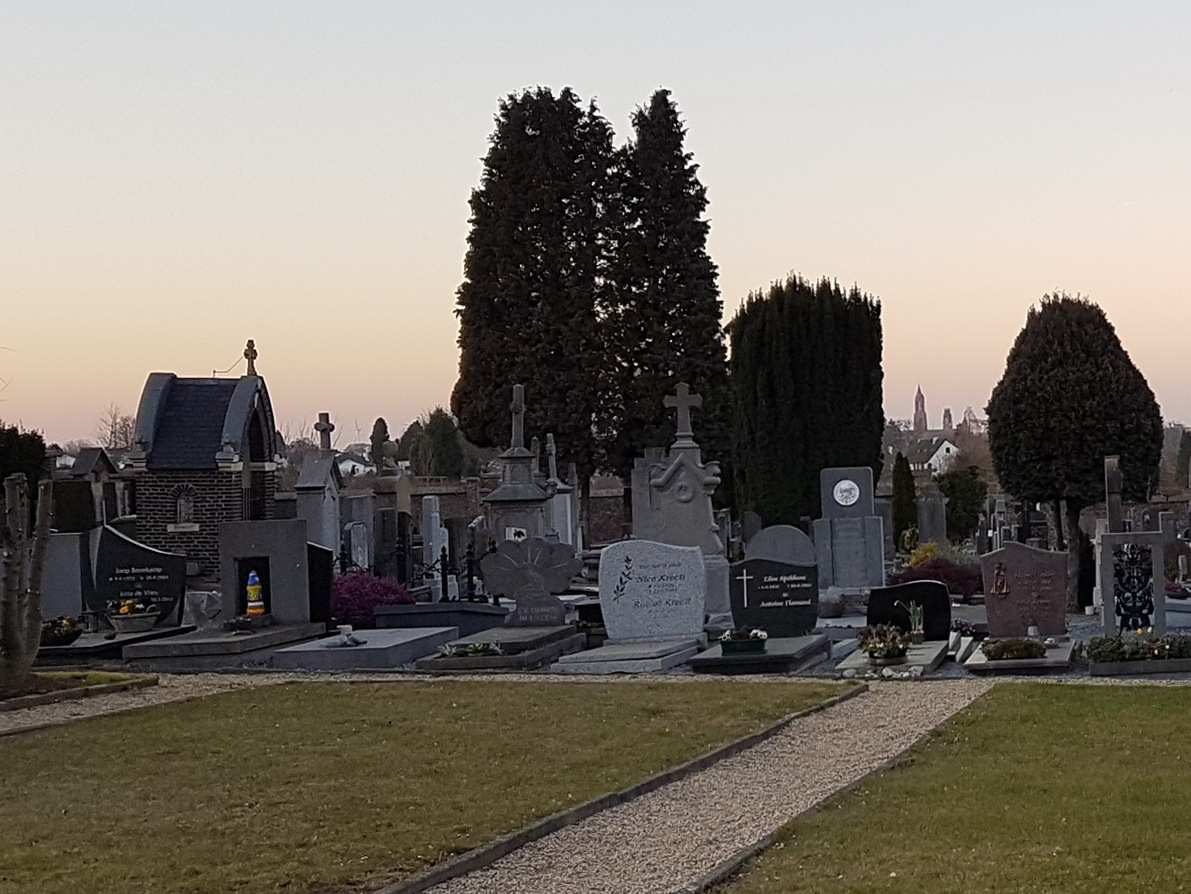
Links de kerkhofkapel
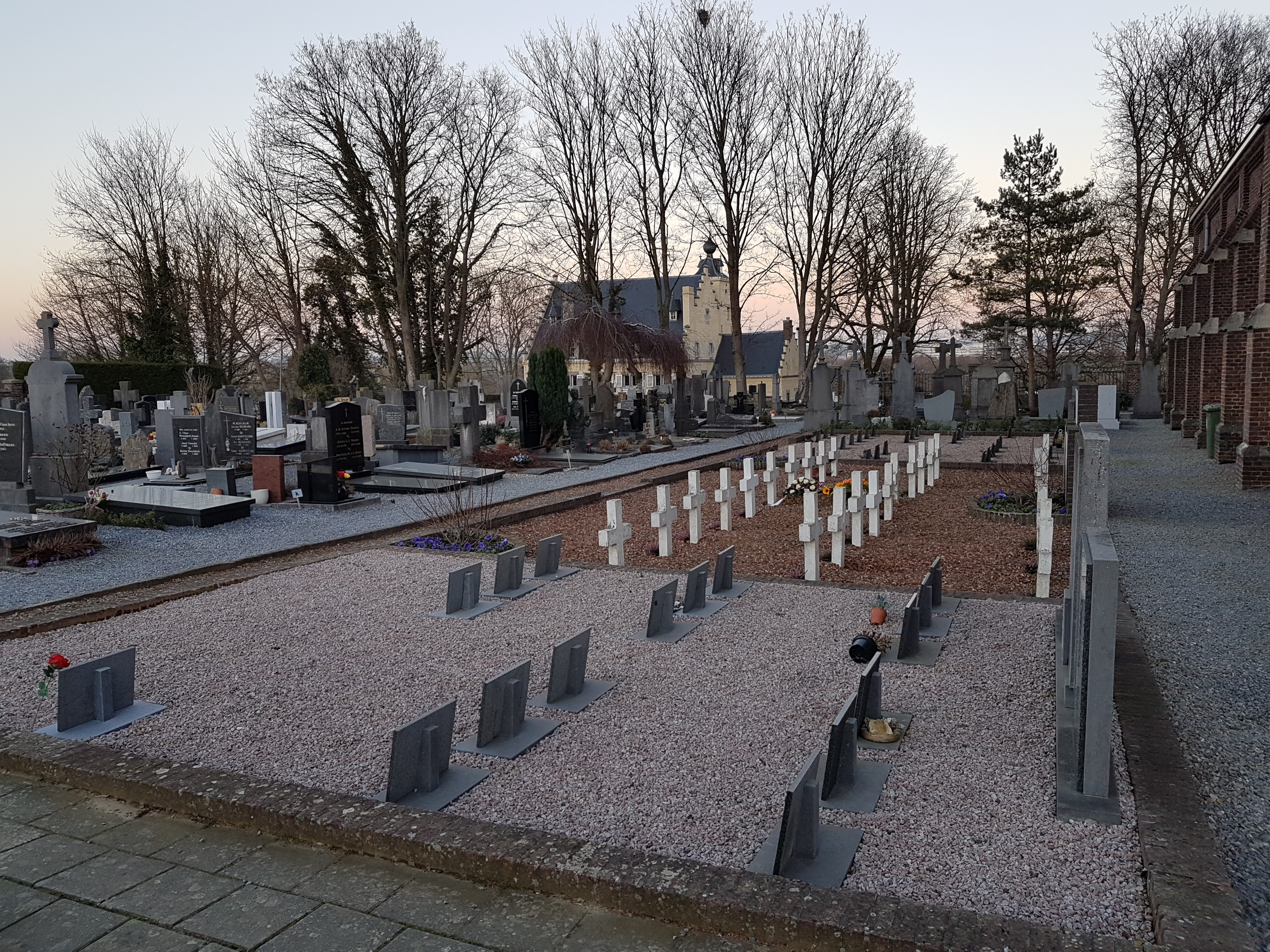
Karmelietessen en franciscanen
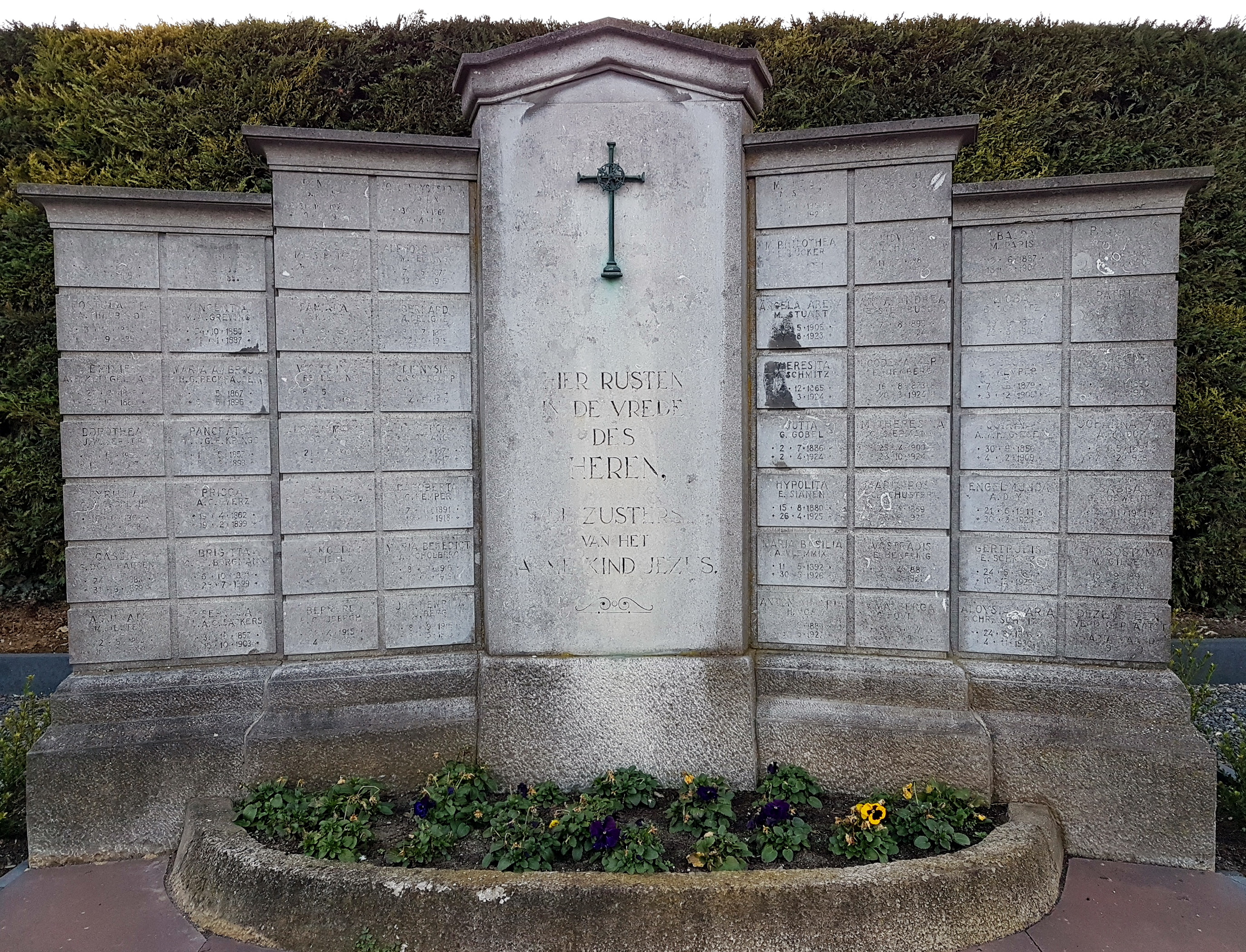
Zusters van het Arme Kind Jezus